# Dòng thời gian của đại dịch COVID-19 tháng 2 năm 2020
Đây là dòng thời gian các sự kiện chính vào tháng 2 năm 2020 của đại dịch COVID-19, gây ra bởi SARS-CoV-2, lần đầu tiên được phát hiện ở Vũ Hán, Trung Quốc.

## Dòng thời gian

### 1 tháng 2
Sáng ngày 1 tháng 2, thêm 1 người Việt ở tỉnh Khánh Hòa được xác nhận nhiễm virus corona, nâng tổng số ca ở Việt Nam lên 6.
Bản báo cáo tình trạng nhiễm bệnh của WHO thứ 12: 11.953 trường hợp toàn cầu (2.128 mới)
Singapore có thêm 2 ca, đưa tổng số lên thành 18. Úc tường thuật thêm 3 ca nữa, bao gồm 2 ca đầu ở Nam Úc, tổng số là 12. Nhật tường thuật thêm 2 ca, đưa tổng số lên 15. Hàn Quốc xác nhận trường hợp thứ 12 coronavirus: Một người Trung Quốc 49 mà làm việc như là hướng dẫn viên dụ lịch ở Seoul. Hoa Kỳ tường thuật ca thứ 8, một người đàn ông ở Boston mà mới gần đây trở về Mỹ từ Vũ Hán.

### 2 tháng 2
Việt Nam công bố ca thứ 7 bị truyền nhiễm nCoV, một người Mỹ gốc Việt với hai giờ quá cảnh tại sân bay Vũ Hán. Hàn Quốc báo cáo thêm 3 trường hợp, nâng tổng số lên 15.
Cái chết đầu tiên vì nCoV bên ngoài Trung Quốc đại lục được xác nhận, được công bố tại Philippines. Bệnh nhân tới từ Vũ Hán, nhưng tới Philippines từ Hongkong 
 Trong số 124 người từ Vũ Hán được máy bay quân đội Đức đón về có hai người nhiễm bệnh.
Tường thuật WHO 13: toàn cầu 14.557 xác nhận (2.604 mới), 305 người chết, 23 nước có người bệnh.

### 3 tháng 2
Bệnh nhân nữ 29 tuổi (huyện Bình Xuyên, Vĩnh Phúc) là ca nhiễm nCoV thứ 8 tại Việt Nam. Hiện bệnh nhân đang được cách ly tại Bệnh viện Bệnh nhiệt đới Trung ương cơ sở Đông Anh và đang trong tình trạng ổn định. Một ca nhiễm virus corona tại Thanh Hóa đã được xuất viện sau khi xét nghiệm âm tính với 2019-nCoV.
 Các nhà khoa học Trung Quốc phát hiện virus nCoV trú ngụ trên tay nắm cửa nhà của một bệnh nhân bị nhiễm.
Bệnh viện dã chiến Hỏa Thần Sơn đã hoàn tất việc xây dựng và bắt đầu tiếp nhận bệnh nhân vào ngày 3 tháng 2, tức chỉ sau 10 ngày khởi công. Bệnh viện dã chiến thứ hai ở Vũ Hán sẽ đi vào hoạt động 4 ngày sau đó.
 Bộ trưởng Bộ Y tế Pháp Agnes Buzyn cho biết 36 người trên chuyến bay sơ tán từ Trung Quốc hạ cánh ở Pháp hôm trước (ngày 2 tháng 2) cho thấy các triệu chứng của virus corona mới.
 Mỹ xác nhận có thêm 3 trường hợp nhiễm virus corona, nâng tổng số ca lên 11.
Tường thuật WHO 14: toàn cầu 17.391 xác nhận (2.838 mới), 361 người chết, 23 nước có người bệnh.

### 4 tháng 2
Hồng Kông xác nhận ca tử vong đầu tiên do virus corona. Ngay sau đó, Hồng Kông cũng xác nhận ca nhiễm bệnh viêm phổi thứ 15 do virus corona gây ra. Người bệnh là một cụ bà 72 tuổi, mẹ của bệnh nhân vừa qua đời.
Bỉ xác nhận trường hợp đầu tiên nhiễm virus corona chủng mới.
Việt Nam có thêm 2 ca nhiễm nCoV, nâng tổng số ca ở Việt Nam lên 10. Hai ca nhiễm virus corona đã được xuất viện sau khi xét nghiệm âm tính với 2019-nCoV.
Hàn Quốc đã xác nhận trường hợp nCoV thứ 16 sau khi khách du lịch trở về từ Thái Lan, người đầu tiên bị nhiễm bệnh tại đây.
Malaysia xác nhận thêm 2 trường hợp nCoV, trong đó có 1 công dân Malaysia, nâng tổng số lên 10 trường hợp.
Singapore xác nhận thêm 6 trường hợp, bao gồm cả những trường hợp lây truyền tại địa phương đầu tiên liên quan đến 4 người, nâng tổng số lên 24. Hai ca khác từ một máy bay sơ tán từ Vũ Hán.
Thái Lan xác nhận thêm 6 trường hợp, nâng tổng số lên 25.
Tỷ lệ tử vong của những người bị nhiễm nCoV ở Trung Quốc trung bình là 2,1%, ở Vũ Hán là 4,9%.
Rời thành phố trước lệnh phong tỏa, 5 triệu người Vũ Hán giờ đây thành mục tiêu truy tìm của giới chức và sự kỳ thị của đồng bào.
Tường thuật WHO 15: toàn cầu 20.630 xác nhận (3.241 mới), 425 người chết, 23 nước có người bệnh.

### 5 tháng 2
Ở thành phố Nha Trang, hai vợ chồng du khách người Trung Quốc bị nhiễm virus Corona (nCoV) đã lưu trú, tiếp xúc với 268 người dân. Số người này đang bị cách ly ở nhà.
Hàn Quốc xác nhận thêm 2 ca nhiễm nCoV, bao gồm 1 người về từ Singapore, nâng tổng số ca ở Hàn Quốc lên 18.
Nhật Bản xác nhận thêm 10 ca mới, từ một tàu du lịch bị cách ly gần Yokohama, đưa tổng số lên đến 33 ca. Trên tàu có hơn 3.500 người.
Singapore xác nhận thêm 4 ca bao gồm một đứa bé mới 6 tháng, đưa tổng số lên đến 28.
Tường thuật WHO 16: toàn cầu 24.554 xác nhận (3.925 mới), 491 người chết, 24 nước có người bệnh.

### 6 tháng 2
Việt Nam xác nhận thêm 2 trường hợp nhiễm nCoV ở Vĩnh Phúc, nâng tổng số ca ở Việt Nam lên 12. Cả hai cùng sống trong 1 gia đình có con gái/chị gái đi tập huấn ở Vũ Hán về nước ngày 17 tháng 1.
Tàu du lịch Diamond Princess, bị cách ly ở Yokohama, xác nhận tổng số du khách và thủy hành đoàn bị truyền bệnh lên đến 20.
Tường thuật WHO 17: toàn cầu 28.276 xác nhận (3.722 mới), 564 người chết, 24 nước có người bệnh.

### 10 tháng 2
Malaysia xác nhận thêm 1 ca, đưa tổng số lên tới 18.
Nhật Bản xác nhận thêm 65 ca trên tàu du lịch Diamond Princess, đưa tổng số lên tới 135.
Thêm bốn ca được xác nhận ở Vương quốc Anh, đưa tổng số lên tới 8. Những ca này được tin là đã bị lây ở Pháp.
Singapore xác nhận thêm 2 ca, đưa tổng số lên tới 45.
Tường thuật WHO 21: toàn cầu 40.554 xác nhận, 910 người chết, 24 nước có người bệnh.

### 11 tháng 2
Bệnh nhân thứ 15 của Việt Nam và là ca thứ 10 tại Vĩnh Phúc là một bé gái 3 tháng tuổi.
Hàn Quốc xác nhận thêm 1 ca nữa, 1 phụ nữ Trung Quốc 30 tuổi, đưa tổng số lên 28.
Thái Lan  xác nhận thêm 1 ca coronavirus, đưa tổng số lên 33.
Singapore xã nhận thêm 2 ca, đưa tổng số lên 47.
WHO đặt cho bệnh này một tên mới: COVID-19
Tường thuật WHO 22: toàn cầu 43.103 xác nhận (2.560 mới), 1.018 người chết, 24 nước có người bệnh.

### 12 tháng 2
Nhật Bản đã xác nhận thêm 39 trường hợp trên Diamond Princess, bao gồm một nhân viên kiểm dịch, nâng tổng số lên tới 174.
Singapore xác nhận thêm ba trường hợp nữa, nâng tổng số lên 50. Trước đó, 300 nhân viên của Ngân hàng DBS đã được yêu cầu sơ tán khỏi văn phòng tại Tòa tháp Trung tâm Tài chính Vịnh 3 do một trường hợp được xác nhận tại đó.
Trường hợp đầu tiên ở London đã được xác nhận, nâng tổng số của Vương quốc Anh lên 9.
Hồng Kông xác nhận thêm một trường hợp nữa, nâng tổng số lên 50.
Hoa Kỳ xác nhận thêm một trường hợp, nâng tổng số lên 14.
Tường thuật WHO 23: toàn cầu 45.171 xác nhận (2.068 mới), 1.114 người chết, 24 nước có người bệnh.

### 13 tháng 2
Việt Nam thêm 1 ca mới, tổng cộng là 16. Riêng Vĩnh Phúc là 11 người.
Nhật Bản xác nhận thêm 4 ca, đưa tổng số lên 33. Cùng lúc 44 ca mới được xác nhận ở tàu  Diamond Princess, đưa tổng số lên 218. Sau đó, Nhật Bản xác nhận cái chết đầu tiên ở nước này.
Hồng Kông xác nhận thêm 1 ca, đưa tổng số lên 51.
Malaysia xác nhận thêm 1 ca, đưa tổng số lên 19.
Singapore xác nhận thêm 8 ca, đưa tổng số lên 58.
Hoa Bắc tường thuật thêm 14.840 ca mới, gần gấp 10 lần ngày trước, do lối chẩn đoán lâm sàng mới, với số người chết là 242, hơn gấp đôi ngày trước.
Tường thuật WHO 24: toàn cầu 46.997 xác nhận (1.826 mới), 1.368 người chết, 24 nước có người bệnh.

### 17 tháng 2
Sở Y tế Hồng Kong loan tin đặc khu này có thêm 3 trường hợp nhiễm COVID-19 mới, trong đó có một người đàn ông 45 tuổi đã đến Việt Nam du lịch trong thời gian ủ bệnh. Đây là bệnh nhân thứ 59 ở Hồng Kông.
Tường thuật WHO 28: toàn cầu 71.249 xác nhận, 1.772 người chết, 25 nước có người bệnh.

### 19 tháng 2
Thêm 79 người trên tàu Diamond Princess dương tính với COVID-19.
Hồng Kông có trường hợp tử vong thứ hai.
Iran có 2 ca nhiễm đầu tiên.
Hàn Quốc xác nhận 15 ca nhiễm mới.
Tường thuật WHO 30: toàn cầu 75.204 xác nhận, 2.006 người chết, 25 nước có người bệnh.

### 20 tháng 2
- Australia xác nhận thêm bốn ca liên quan đến tàu Diamond Princess, nâng tổng số ca lên 19.[73]

### 21 tháng 2
- Hàn Quốc hôm nay phát hiện thêm 104 trường hợp mắc virus corona,  tổng cộng là 204,  trong đó đa phần đến từ Daegu, với 2,5 triệu dân là thành phố lớn thứ 4,  được tuyên bố là "khu quản lý đặc biệt". Thị trưởng thành phố kêu gọi dân nên ở nhà và đeo khẩu trang ngay cả khi không ra ngoài.  (VNExpress)

### 22 tháng 2
- Ý xác nhận có một người chết ở  Padua, Veneto, và 1 ở Codogno, Lombardy, đây là 2 người chết đầu tiên vì coronavirus ở Ý. (Tgcom24) Ngoài ra thêm 58 người bị bệnh dịch này, nâng tổng số ở Ý lên 79. (Open)
- Hàn Quốc xác nhận thêm 229 người bị bệnh dịch, nâng tổng số lên 433. (BBC)

### 23 tháng 2
- Ý phong tỏa 10 xã ở  Lombardy và 1 ở Veneto vì dịch coronavirus, tổng cộng khoảng 50.000 người bị liên can. (Spiegel)

### 24 tháng 2
- Chính quyền Trung Quốc đã ban lệnh cấm khẩn cấp và 'toàn diện' việc buôn bán và tiêu thụ động vật hoang dã - hoạt động được cho là nguyên nhân khiến dịch bệnh do virus COVID-19 bùng phát. (Tuổi Trẻ)
- Ý có 7 ca tử vong vì virus COVID-19, số người bị nhiễm là 219. Iraq có ca nhiễm và tử vong đầu tiên tới từ Iran, nơi xác nhận có 66 người nhiễm bệnh và 12 người tử vong. Oman, Bahrain, Kuwait, Afghanistan cũng vừa phát hiện những ca nhiễm đầu tiên. Đặc khu Hong Kong kể từ 25-2 sẽ cấm nhập nhập cảnh đối với những người đi từ Hàn Quốc, nơi có 8 ca tử vong và 833 người nhiễm bệnh. Mông Cổ thông báo ngưng toàn bộ chuyến bay đến từ Hàn Quốc và sẽ đóng cửa biên giới cho tới ngày 2-3 nhằm ngăn dịch bệnh lây lan. Trung Quốc có thêm 150 ca tử vong, nâng tổng số lên  2.592, ca nhiễm mới là 409, nâng tổng số lên 77.345.  (Tuổi Trẻ)
- Truyền thông nhà nước (State media) Trung Quốc tuyên truyền tin một nữ y tá ở Vũ Hán mang bầu 9 tháng vẫn làm việc, cho cô là 1 anh hùng, bị chỉ trích dữ dội trên mạng xã hội. (BBC)

### 25 tháng 2
- Cho tới nay ở Ý 322 người bị nhiễm, 11 người chết vì COVID-19. Ổ dịch ở Ý cũng lây sang các nước lân cận. Ở Tyrol, Áo 2 người xuất thân từ Lombardia, Ý bị nhiễm. Ở Croatia cũng có một ca đầu tiên là một người ở Zagreb,  từ Milano, Ý về. Ở bang Ticino, Thụy Sĩ. Ở Tây Ban Nha cũng có trường hợp đầu tiên, một khách sạn với cả ngàn khách ở Tenerife bị phong tỏa sau khi một bác sĩ Ý bị xác nhận đã nhiễm bệnh. (Spiegel) Ở bang Baden-Württemberg, Đức cũng có một người bị nhiễm sau khi trở về từ Milano. (Spiegel) **Algérie cũng xác nhận ca đầu tiên, bệnh nhân là một người Ý vào nước này tuần trước. (Africa Times) Lưu trữ ngày 5 tháng 3 năm 2020 tại Wayback Machine

### 26 tháng 2
- Hy Lạp có người nhiễm bệnh COVID-19 đầu tiên ở Thessaloniki, mà trước đó đã đi du lịch ở Bắc Ý.  (Reuters). Trong khi đó ở Ý thêm một người chết, mang tổng số lên 12, và 52 người mới được xác nhận là nhiễm bệnh, tổng cộng là 374. (Sky Tg24) 6
- Bệnh nhân đầu tiên ở châu Mỹ Latin là ở São Paulo, Brazil. (Al Jazeera)
- Hàn Quốc xác nhận thêm 115 ca mới, nâng tổng số lên 1261, số người chết là 12. (NZZ)
- Trung Quốc có thêm 52 người chết, nâng tổng số lên 2715, thêm 405 người bị bệnh, tổng cộng lên hơn 78 ngàn người. (NZZ)
- Tại ổ dịch ở Iran, tổng số người chết được xác nhận là 19, 139 người nhiễm bệnh, như vậy là nước có nhiều người chết nhất sau Trung Quốc. (NZZ)
- Mỗi người dân Hồng Kông trên 18 tuổi vì tình hình kinh tế bất ổn được chính quyền tặng 10 ngàn đô la  Hồng Kông. (NZZ)

### 27 tháng 2
- Hàn Quốc ghi nhận thêm 505 ca nhiễm nCoV vượt Trung Quốc, nâng tổng số người nhiễm lên 1.766, trong khi Trung Quốc công bố 433 ca mới. (Vnexpress)
- Thêm 236 ca được xác nhận ở Ý, đưa tổng số lên 655. 5 người chết, tổng cộng là 17.  (La Repubblica)
- Ả Rập Saudi ngăn chặn tất cả những người hành hương nước ngoài vào nước này. Việc này xảy ra ngay trước mùa ăn chay Ramadan. (ABC AU)

### 28 tháng 2
- Hạ viện Thụy Sĩ ra quyết định vì tình trạng đặc biệt theo như luật về dịch cấm ngay từ bây giờ các buổi hội họp lớn trên 1000 người, có giá trị ít nhất đến ngày 15.3. (nau.ch)
- Giám đốc Bệnh viện Gò Vấp bị đình chỉ công tác vì bị cho là vi phạm khi thu gom 500.000 khẩu trang đem bán. (vnexpress)
- Hàn Quốc ghi nhận thêm 571 ca, riêng Daegu 447, Seoul 62, Busan 65, nâng tổng số người nhiễm lên 2337, trong khi Trung Quốc công bố 327 ca mới. (vnexpress)
- Thêm 464 ca coronavirus được xác nhận ở Ý, đưa tổng số lên 888. 4 vụ chết cũng được xác nhận, tổng cộng là 21 người ở nước này. (Il Sole 24 Ore)

### 29 tháng 2
- Ít nhất 210 người ở Iran đã chết do virus corona, các nguồn tin từ hệ thống y tế nước này nói với BBC tiếng Ba Tư. Con số này cao gấp sáu lần con số chính thức do Bộ Y tế Iran công bố, 34. (BBC)
- Hàn Quốc có thêm 594 ca coronavirus, đưa tổng số lên gần 3000, trong khi đó Ý hiện có tổng cộng 1128 người nhiễn bệnh, 29 người đã chết. (Spiegel)

## Phản ứng và các biện pháp bên ngoài Trung Hoa lục địa

### 1 tháng 2
Úc cấm người ngoại quốc tới từ Trung Quốc.
Ấn Độ cấm xuất khẩu khẩu trang N95 có giá trị ngay lập tức.
Thủ tướng Nguyễn Xuân Phúc ký tuyên bố dịch, sau trường hợp thứ 6 bị truyền nhiễm trong quốc nội. Tất cả các chuyến bay giữa Việt Nam và Trung Quốc mặc dù đã được cho phép cũng bị hủy bỏ, có hiệu lực từ 13:00 (UTC+7, 1 tháng 2).
Qatar Airways hủy bỏ tất cả các chuyến bay tới lục địa Trung Quốc kể từ 3 tháng 2 cho tới khi được thông báo.
Princess Cruises thông báo các hạn chế đối với các thành viên phi hành đoàn và khách gần đây đã đi du lịch trong Trung Quốc đại lục. Những khách đã đi qua hoặc ở Trung Quốc đại lục 14 ngày trước giờ khởi hành theo lịch trình của hành trình của họ sẽ không được phép lên tàu. Các thành viên phi hành đoàn từ Trung Quốc đại lục bị cấm lên bất kỳ tàu nào cho đến khi có thông báo mới từ công ty. Các thành viên phi hành đoàn dự kiến kết nối các chuyến bay đến Trung Quốc đã được định tuyến lại. Hai chuyến du lịch trên biển vào tháng 6 đã bị hủy bỏ và hai chuyến du lịch trên biển đã được định tuyến lại để đến hoặc khởi hành tại Tokyo thay vì Thượng Hải.

### 2 tháng 2
New Zealand tạm thời cấm tất cả các công dân nước ngoài đi du lịch từ, hoặc đi qua Trung Quốc đại lục sau ngày 2 tháng 2 để hỗ trợ ngăn chặn virus corona vào New Zealand. Du khách nước ngoài quá cảnh tới New Zealand vào ngày 2 tháng 2 sẽ được quét nâng cao nhưng sau đó sẽ được phép vào New Zealand. Công dân New Zealand, thường trú nhân và các thành viên gia đình trực tiếp của họ sẽ được phép vào New Zealand nhưng phải tự cách ly trong 14 ngày. Lệnh cấm sẽ kéo dài trong 14 ngày nhưng sẽ được xem xét sau mỗi 48 giờ.
 Philippines tạm thời cấm người nước ngoài đến từ Trung Quốc và các lãnh thổ của nó, bao gồm cả những người đã đến thăm các khu vực như vậy trong vòng 14 ngày qua, vào nước này; Công dân Philippines và thường trú nhân Philippines đến từ đó sẽ phải trải qua cách ly trong 14 ngày. Du lịch từ Philippines đến Trung Quốc và các lãnh thổ của nó cũng tạm thời bị cấm.
 Thủ tướng Hàn Quốc Chung Sye-kyun tuyên bố với công chúng về việc cấm nhập cảnh của tất cả các công dân nước ngoài, những người đã đến tỉnh Hồ Bắc kể từ ngày 21 tháng 1, sẽ có hiệu lực bắt đầu từ ngày 4 tháng 2 trong một thời gian không xác định. Ngoài ra, chính sách miễn thị thực cho công dân Trung Quốc đến thăm đảo Jeju sẽ tạm thời bị vô hiệu hóa.
 Indonesia cấm tất cả các chuyến bay từ và đến Trung Quốc đại lục bắt đầu từ ngày 5 tháng 2. Chính phủ cũng dừng chính sách cấp visa miễn phí cho công dân Trung Quốc và thị thực khi đến cho những người sống ở Trung Quốc đại lục. Thực tế, họ đã cấm người Trung Quốc vào hoặc quá cảnh Indonesia. Người Indonesia được khuyên không nên đi du lịch đến đất nước này trong bối cảnh dịch bệnh đang bùng phát.
AirAsia Philippines, Philippine Airlines và Cebu Pacific, đã tạm dừng các chuyến bay đến và đi từ Trung Quốc đại lục, Ma Cao và Hồng Kông.
 Do khiếu nại về bài ngoại và phân biệt chủng tộc trong bối cảnh dịch coronavirus mới, người châu Á ở Pháp đã tạo ra một hashtag Twitter "#Jenesuispasunvirus". Hiệp hội Thanh niên Trung Quốc tại Pháp tuyên bố rằng "một người có nguồn gốc từ Trung Quốc không phải là người bị nhiễm coronavirus. Chúng tôi không phải là virus".

### 3 tháng 2
Các hãng tàu du lịch quốc tế cho biết, sẽ không cho hành khách, hay thủy hành đoàn nào mà 14 ngày trước ở Trung Hoa lục địa lên tàu.
 Chính quyền Maldives không cho hành khách đến từ Trung Quốc vào nước họ.

### 4 tháng 2
Hai hãng hàng không của Mỹ là American Airlines và United Airlines tạm ngừng tất cả các chuyến bay đến và đi Hồng Kông kể từ ngày 10 tháng 2 và kéo dài đến ngày 20 tháng 2.

### 5 tháng 2
Vũ Hán đang chuyển đổi thêm 8 tòa nhà, bao gồm phòng tập gym, các trung tâm triển lãm và trung tâm thể thao thành bệnh viện để đáp ứng nhu cầu ngày càng tăng của các bệnh nhân nhiễm virus corona tại thành phố này. Ngay sau đó, Vũ Hán đã công bố kế hoạch chuyển đổi 3 tòa nhà khác thành bệnh viện. Như vậy, có tổng cộng 11 tòa nhà được chuyển đổi công năng, đủ khả năng để tiếp nhận thêm 10.000 bệnh nhân.
Quân đội Nhật Bản đang chuẩn bị một chiếc phà để dùng làm nơi cách ly những người bị nhiễm virus corona trong bối cảnh số ca nhiễm virus ở Nhật đang tăng lên. Hai hãng hàng không Nhật Bản là All Nippon Airways và Japan Airlines sẽ dừng một số chuyến bay giữa Nhật Bản và Trung Quốc cho đến cuối tháng 3.

### 6 tháng 2
Tất cả 63 tỉnh thành Việt Nam cho học sinh nghỉ học để phòng chống dịch bệnh do virus corona.
Khoảng 20.000 nhân viên y tế Hồng Kông đe dọa bãi công đòi chính quyền đóng cửa toàn bộ biên giới với Hoa Lục ngăn ngừa virus corona.

### 11 tháng 2
Hàn Quốc khuyên du khách hoãn đi tới các nước có bệnh này; được đề cập tới là  Singapore,  Malaysia,  Thái Lan,  Việt Nam,  Nhật Bản và  Đài Loan cùng với đó là  Trung Qưốc đại lục.
 Đài Loan thúc dục du khách phải cẩn thận khi đi tới  Singapore hay  Thái Lan, và tránh tới  Hong Kong hay  Macau, ngoại trừ khi thiệt cần thiết.